# Safírový potok (přítok Smědé)
Safírový potok je vodní tok v České republice nacházející se na severu Libereckého kraje ve Frýdlantském výběžku. Délka toku činí 2,2 km.

## Průběh toku
Pramení na východním úbočí vrchu Ořešníku a po jeho severním svahu stéká do údolí k městu Hejnice, v němž se levostranně vlévá do Smědé. Ještě před soutokem se však ze Safírového potoka levostranně odděluje 0,33 km dlouhý kanál, který napájí místní koupaliště. To vzniklo roku 1931 z bývalého obecního rybníka, který se zde nacházel.